# Departamento Moreno
Moreno es un departamento en la provincia de Santiago del Estero (Argentina) en la región del Chaco Santiagueño. Limita al norte con el departamento Alberdi, al este con la provincia del Chaco, al sur con el departamento Juan Felipe Ibarra y al oeste con el departamento Figueroa. Es el departamento más extenso de la provincia.
El departamento Mariano Moreno fue creado por Ley N.º 87 de 31 de agosto de 1906 con parte del departamento Figueroa (al Este) y parte del Territorio Nacional del Chaco.

## Límites
La ley provincial N° 353, que fue sancionada el 11 de noviembre de 1911, dividió el territorio de la provincia en departamentos, estableciendo los siguientes límites para el Departamento Moreno:

Es el actual Departamento Mariano Moreno sin más modificación que la supresión de “Mariano”.
 La Capital es la Estación Tintina.

## Distritos
La ley provincial N° 260, que fue sancionada el 19 de agosto de 1910, dividió el territorio del departamento en dos secciones, cada una dividida entre los siguientes distritos:
Primera Sección
- Alhuampa
- Tintina
- Aerolito
- Otumpa
- Cejolao
- Quimilí
- Puna

Segunda Sección
- San Cristóbal
- La Fortuna
- Simbolar
- El Pértigo
- Mistol Pampa
- San Antonio
- Milagros
- Amamá

## Localidades no municipios
- Weisburd
- Las Tinajas
- Lilo Viejo
- Hasse
- Patay
- Roversi
- Hernán Mejía Miraval
- Libertad

## Sismos de Santiago del Estero
El 1 de enero de 2011 (14 años), 21 de febrero y el 2 de septiembre de 2011, varias extensas áreas fueron epicentro de sismos de 7,0; 5,9; y 6,9 grados en la escala de Richter, aunque sin causar daños ni víctimas, pues se registraron a profundidades de 600 km; y los movimientos telúricos llegaron a sacudir edificios altos en varias provincias, incluyendo la ciudad de Buenos Aires.

### Sismicidad
La sismicidad del área de Santiago del Estero es frecuente y de intensidad baja, y un silencio sísmico de terremotos medios a graves cada 40 años.
El 4 de julio de 1817 (207 años), sismo de 1817 de 7,0 Richter, con máximos daños reportados al centro y norte de la provincia, donde se desplomaron casas y se produjo agrietamiento del suelo, los temblores duraron alrededor de una semana. Se estimó una intensidad de VIII grados Mercalli. Hubo licuefacción con grandes cantidades de arena en las fisuras de hasta 1 m de ancho y más de 2 m de profundidad. En algunas de las casas sobre esas fisuras, el terreno quedó cubierto de más de 1 dm de arena.
Aunque la actividad geológica ocurre desde épocas prehistóricas, el sismo del 20 de marzo de 1861 (163 años) señaló un hito importante dentro de la historia de eventos sísmicos argentinos ya que fue el más fuerte registrado y documentado en el país. A partir del mismo la política de los sucesivos gobiernos provinciales y municipales han ido extremando cuidados y restringiendo los códigos de construcción. Pero solo con el terremoto de San Juan del 15 de enero de 1944 (81 años) los Estados provinciales tomaron real estado de la gravedad sísmica de la región.